# Stomachetosella normani
Stomachetosella normani is een mosdiertjessoort uit de familie van de Stomachetosellidae. De wetenschappelijke naam van de soort is voor het eerst geldig gepubliceerd in 1994 door Hayward.